# Rhadinaea gaigeae
Rhadinaea gaigeae — вид змій родини полозових (Colubridae). Ендемік Мексики. Вид названий на честь американської герпетологині Хелени Томпсон Гейдж.

## Поширення і екологія
Rhadinaea gaigeae мешкають в мексиканських штатах Дуранго, Ідальго, Керетаро, Сан-Луїс-Потосі і Тамауліпас. Вони живуть в сосново-дубових лісах, широколистяних тропічних лісах, на трав'янистих галявинах і гірських схилах. Зустрічаються на висоті від 200 до 2683 м над рівнем моря.